# Cima Ferlette
La Cima Ferlette (2.387 m s.l.m.) è una montagna delle Alpi Liguri nella sottosezione delle Alpi del Marguareis.

## Geologia

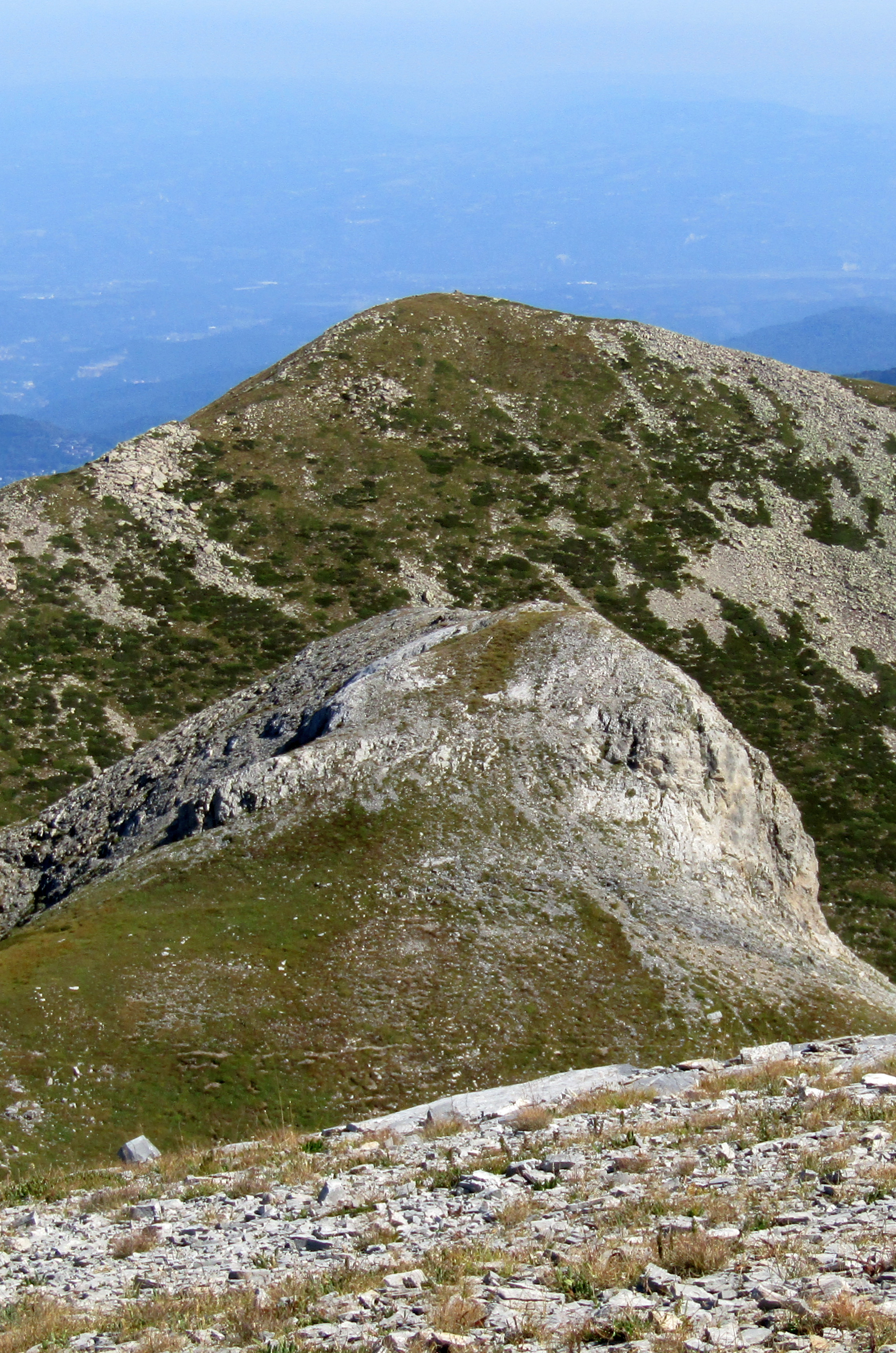
Vista dalla Cima della Brignola

La Cima Ferlette si trova in una ampia zona di natura principalmente calcarea. Rispetto ad altre montagne vicine si caratterizza per un significativo affioramento di porfidi.

## Caratteristiche
La montagna si trova sullo spartiacque tra due valloni della val Corsaglia, bagnati dal Rio Brignola e dal Rio Raschera. Il crinale si origina dalla Cima della Brignola, perde quota fino al Bocchino della Brignola (2.276 m), risale alla Cima Ferlette e scende poi alla punta del Lusco (2.277 m) e al Monte Fantino. Il punto culminante della Cima Ferlette è segnalato da un ometto in pietrame. La prominenza topografica della montagna è di 138 m.

## Salita alla vetta

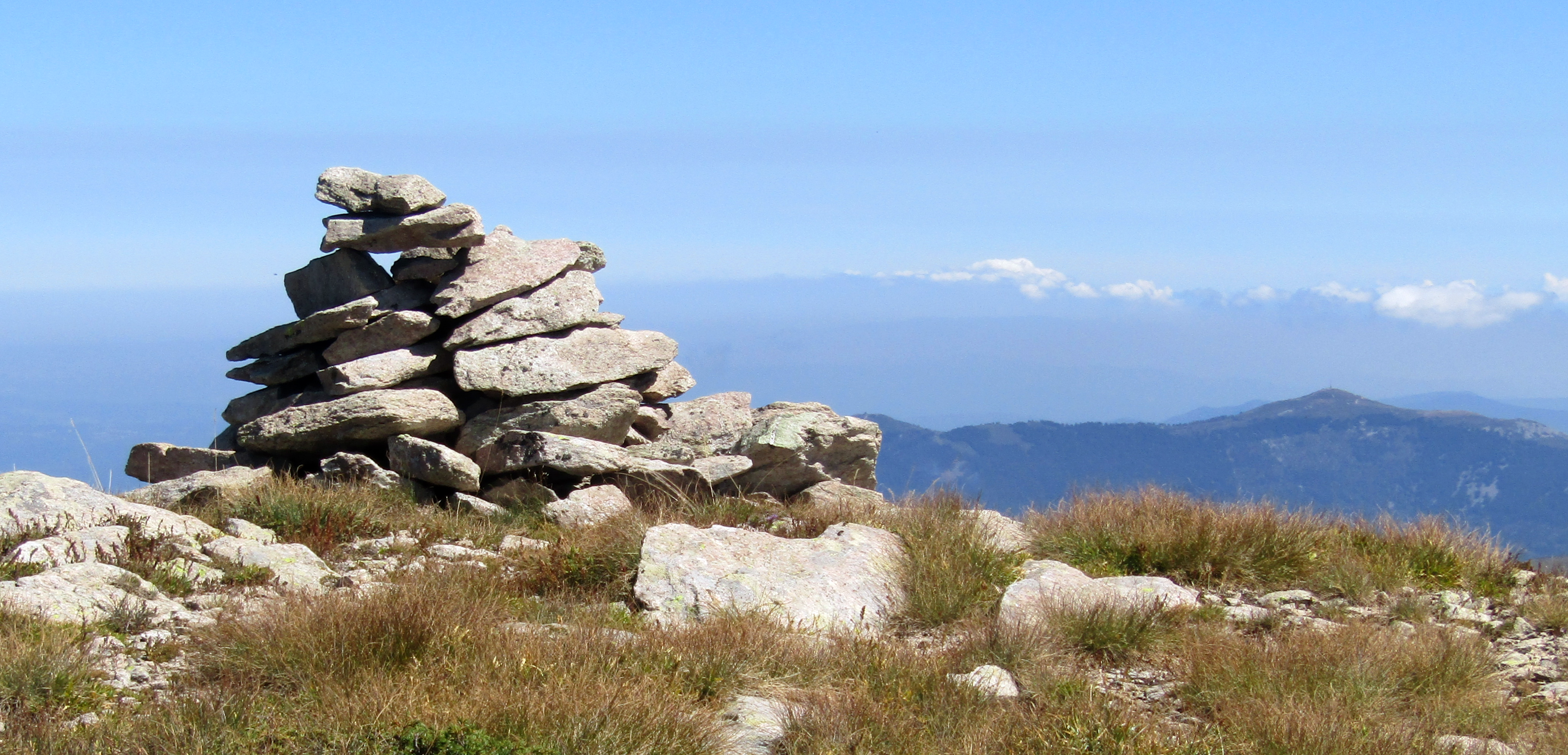
La sommità della montagna, sullo sfondo il Bric Mindino

La montagna è accessibile per la cresta sud a partire dal Bocchino della Brignola. Questo a sua volta può essere raggiunto dal Rifugio Balma con un percorso di tipo escursionistico, la cui difficoltà è valutata come E.

### Accesso invernale
La Cima Ferlette è meta di alcuni percorsi scialpinistici, che partono da località diverse; in particolare la si può raggiungere da Bossea.

### Punti di appoggio
- Havis De Giorgio, in valle Ellero.
- Rifugio Balma, in val Corsaglia.